# نفت‌کش آلتمارک
آلتمارک (به آلمانی: Altmark) یک نفت‌کش آلمانی در دوره جنگ جهانی دوم بود.

## حمله بریتانیایی‌ها
آلتمارک به عنوان کشتی تدارکاتی ناو ادمیرال گراف اشپی، مأموریت انتقال حدود ۳۰۰ اسیر جنگی بریتانیایی را عهده‌دار شد. این کشتی روز ۱۴ فوریه سال ۱۹۴۰ در حالی که در آب‌های سرزمینی نروژ به سمت جنوب رهسپار آلمان بود، مورد شناسایی هواگردهای بریتانیایی قرار گرفت. آلتمارک جهت گریز از دست دشمن به درون آبدره یوسینگ در جنوب نروژ پناه برد. به دستور وینستون چرچیل، نخست‌وزیر بریتانیا، ناوشکن کاساک شب ۱۶ فوریه، با نقض حریم آب‌های سرزمینی نروژ به عنوان یک کشور بی‌طرف، وارد این آبدره شد تا آلتمارک را مورد حمله قرار دهد. نیروهای بریتانیایی از ناوشکن کاساک وارد آلتمارک شدند، چهار آلمانی را کشته و پنج تن دیگر را زخمی کردند و ۲۹۹ هم‌قطار خود را آزاد نمودند.